# 모탈 트랜스퍼
《모탈 트랜스퍼》(Mortel Transfert, Mortal Transfer)는 프랑스, 독일에서 제작된 장-자크 베넥스 감독의 2001년 코미디, 스릴러 영화이다. 장 위그 앙글라드 등이 주연으로 출연하였고 라인하드 클루스 등이 제작에 참여하였다. 2000년 4월 제작에 들어가 2001년 1월 10일 프랑스에서 개봉되었다.

## 출연

### 주연
- 장 위그 앙글라드
- 엘렌 드 푸제롤레

### 조연
- 미키 마뇰로비치
- 발렌티나 소카
- 로베르 이르쉬
- 이브스 레니에르
- 캐서린 무체

## 기타
- 미술: 필립 치프레
- 배역: 제라르 모우레브리에르